# 牧野区
牧野区是中华人民共和国河南省新乡市的一个市辖区。面积80平方公里，总人口約38万人，建区于1955年。区人民政府驻学院路。这里是牧野之战的古战场。

## 行政区划
牧野区下辖7个街道办事处、2个镇：
东干道街道、荣校路街道、北干道街道、花园街道、卫北街道、新辉路街道、和平路街道、王村镇、牧野镇和新乡化学与物理电源产业园区。

## 人口
根據第七次人口普查數據，截至2020年11月1日零時，牧野區常住人口378775人。